# 반종교개혁

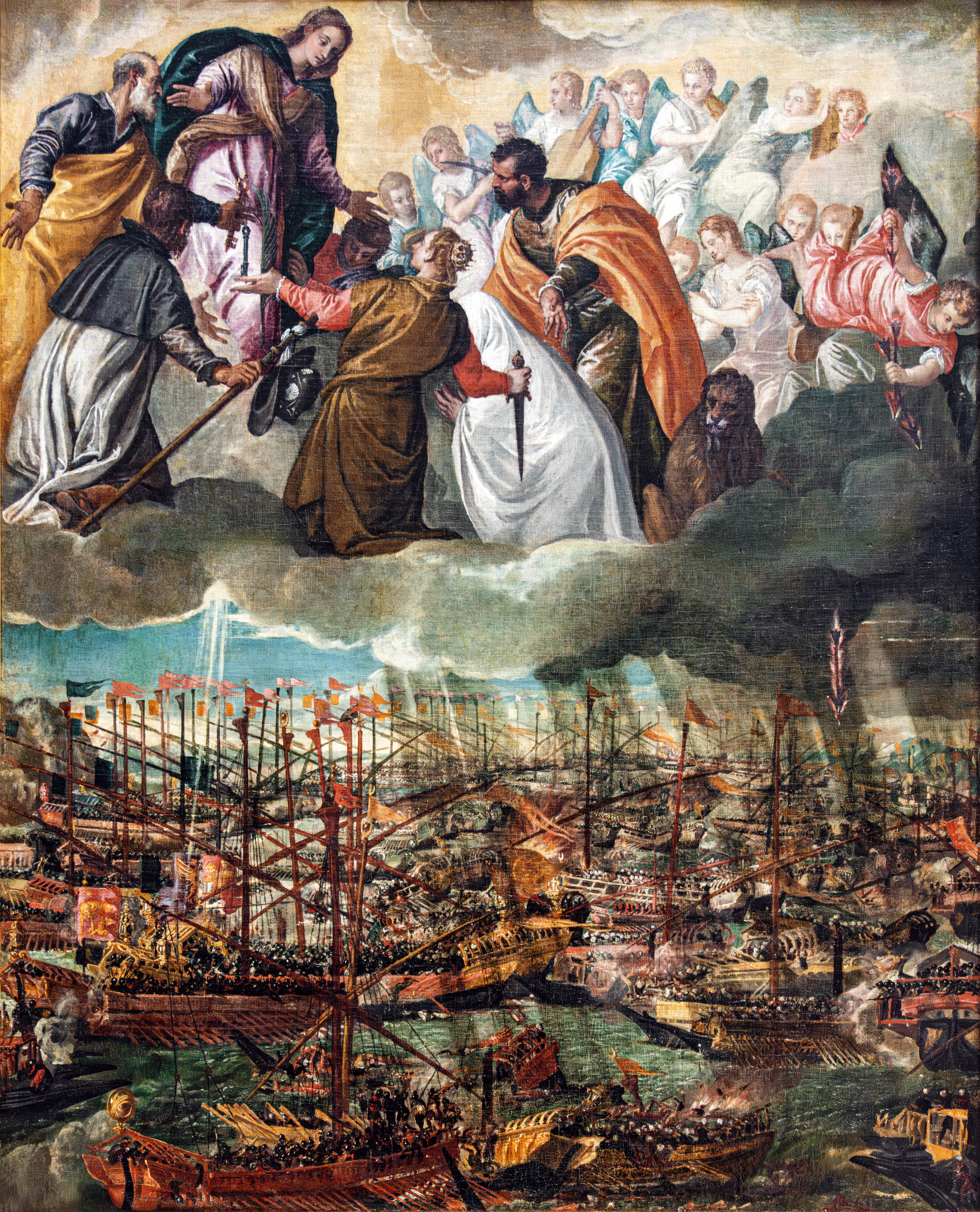

반종교개혁(라틴어: Contrareformatio)은 서방교회 개혁을 주장한 종교개혁에 대응하기 위하여 개혁 반대파인 교황청을 중심으로 하는 가톨릭 교회에서 벌였던 일련의 개혁을 일컫는 말이다. 다른 말로는 대항종교개혁, 대응종교개혁, 반동종교개혁 혹은 가톨릭의 종교개혁(라틴어: Reformatio Catholica)으로도 불린다.

## 내용
로마 가톨릭교회는 개신교의 도전에 대항하여 다음과 같이 교리를 재확인하게 되었다.
- 트리엔트 공의회(1545년-1563년)를 통한 교리의 정립
- 교회의 부패 원인 중 하나인 무능하거나 타락한 성직자에 대한 처벌 면죄부[2] 또는 대사[3][4][5] 남발의 규제
- 예수회의 활발한 선교와 교육 사업
- ‘그리스도의 현존’과 ‘실체변화’, 고해성사, 병자성사, 사죄, 비밀고해, 보속 등의 교리가 정의
- 성체성사와 미사, 사제서품, 혼인성사에 관한 교리가 규정
- 그밖에도 모든 성인의 통공, 성인유해의 공경, 연옥, 대사, 성화상의 사용, 교구신학교 설립, 주교의 임명, 교구 시노두스, 강론 등에 관한 교령이 반포
- 구약성서의 권수를 토비트, 유딧, 마카베오 상/하, 집회서, 지혜서를 포함한 46권을 구약성서로 확정시킴
- 개신교의 교리를 배척하고, 기존 교리 확립

## 의미
대응 종교 개혁은 교리 수호에 무뎌져 있던 로마 가톨릭교회가 개신교의 저항으로 말미암아, 자신들의 문제점을 발견해 수선하고, 중앙 집권화가 한층 강화됐다는 점에서 매우 중요한 사건이다.

## 같이 보기
- 종교 개혁
- 성경 우선